# Ałfierowo (rejon kiczmiengsko-gorodiecki)
Ałfierowo (ros. Алферово) – wieś w Rosji, w rejonie kiczmiengsko-gorodieckim obwodu wołogodzkiego. W 2010 r. liczyła 62 mieszkańców.